# アレッシャンドレ・ジョゼ・ボルトラット
アレッシャンドレこと、アレッシャンドレ・ジョゼ・ボルトラット（Alexandre José Bortolato 、1973年11月10日 - ）はブラジル出身の元プロサッカー選手。

## 来歴
2003年モンテディオ山形に加入したが、15試合で1得点とふるわず8月に契約を解除した。

## 所属クラブ
- 1994年 - 1995年  ジャボチカバウ・アトレチコ
- 1996年  サンカルロスFC
- 1997年  ECサント・アンドレ
- 1997年  ECジュベントゥージ
- 1998年  ECサント・アンドレ
- 1998年  AAカウデンセ
- 1999年  AAフランカーナ
- 2000年  FCマイア
- 2000年 - 2001年  ECサント・アンドレ
- 2002年  オリンピアFC
- 2002年  ジャボチカバウ・アトレチコ
- 2003年  モンテディオ山形
- 2004年  CAタクアリチンガ
- 2004年  バレットスEC
- 2005年  セルトンジーニョFC
- 2005年  キンゼ・デ・ピラシカーバ
- 2006年  URT
- 2007年  オリンピアFC
- 2008年  ウニオン・アグリーコラ・バルバレンセFC
- 2008年 - 2009年  グレミオ・カタンドゥヴェンセ・ジ・フチボウ
- 2009年  アメリカ-SP
- 2010年  CAレメンセ
- 2010年  AAカウデンセ

## 個人成績
| 国内大会個人成績 | 国内大会個人成績 | 国内大会個人成績 | 国内大会個人成績 | 国内大会個人成績 | 国内大会個人成績 | 国内大会個人成績 | 国内大会個人成績 | 国内大会個人成績 | 国内大会個人成績 | 国内大会個人成績 | 国内大会個人成績 |
| 年度             | クラブ           | 背番号           | リーグ           | リーグ戦         | リーグ戦         | リーグ杯         | リーグ杯         | オープン杯       | オープン杯       | 期間通算         | 期間通算         |
| 年度             | クラブ           | 背番号           | リーグ           | 出場             | 得点             | 出場             | 得点             | 出場             | 得点             | 出場             | 得点             |
| 日本             | 日本             | 日本             | 日本             | リーグ戦         | リーグ戦         | リーグ杯         | リーグ杯         | 天皇杯           | 天皇杯           | 期間通算         | 期間通算         |
| ---------------- | ---------------- | ---------------- | ---------------- | ---------------- | ---------------- | ---------------- | ---------------- | ---------------- | ---------------- | ---------------- | ---------------- |
| 2003             | 山形             | 10               | J2               | 15               | 1                | -                | -                |                  |                  |                  |                  |
| 通算             | 日本             | 日本             | J2               | 15               | 1                | -                | -                |                  |                  |                  |                  |
| 総通算           | 総通算           | 総通算           | 総通算           | 15               | 1                | 0                | 0                |                  |                  |                  |                  |